# Малый Мытник
Малый Мытник (укр. Малий Митник) — село на Украине, находится в Хмельницком районе Винницкой области.
Код КОАТУУ — 0524880604. Население по переписи 2001 года составляет 467 человек. Почтовый индекс — 22061. Телефонный код — 4338.
Занимает площадь 1,34 км².
В селе действует храм Мученика Иоанна Воина Хмельницкого благочиния Винницкой епархии Украинской православной церкви.

## Адрес местного совета
22060, Винницкая область, Хмельницкий р-н, с. Великий Мытник, ул. Центральная, 80